# Lestremia leucophaea
Lestremia leucophaea är en tvåvingeart som först beskrevs av Johann Wilhelm Meigen 1818.  Lestremia leucophaea ingår i släktet Lestremia och familjen gallmyggor. Arten är reproducerande i Sverige. Inga underarter finns listade i Catalogue of Life.